# Leptaulopus
Genre
Leptaulopus est un genre de poissons osseux marins de la famille des Aulopidae.

## Liste d'espèces
Selon World Register of Marine Species (29 juin 2024) :
- Leptaulopus damasi (Tanaka, 1915)
- Leptaulopus erythrozonatus Gomon, Struthers & Stewart, 2013

## Systématique
Le genre Leptaulopus a été créé en 2013 par les ichtyologues Martin Fellows Gomon (d), Carl D. Struthers (d) et Andrew L. Stewart (d),, avec pour espèce type Leptaulopus damasi (Tanaka, 1915), initialement décrite sous le protonyme Aulopus damasi.

## Étymologie
Leptaulopus vient du grec leptos « svelte », et aulopus du grec « flûte » qui a donné son nom au genre Aulopus dont le genre est dérivé.

## Publication originale
- (en) Martin F. Gomon, Carl D. Struthers et Andrew L. Stewart, « A New Genus and Two New Species of the Family Aulopidae (Aulopiformes), Commonly Referred to as Aulopus, Flagfins, Sergeant Bakers or Threadsails, in Australasian Waters », Species Diversity, vol. 18, no 2,‎ 2013, p. 141-166 (ISSN 1342-1670 et 2189-7301, DOI 10.12782/SD.18.2.141, lire en ligne).